# 中华人民共和国国家重大科技基础设施列表
国家重大科技基础设施应大致符合建设成本高、长期服务于科学技术发展、可开放申请。

## 科研设施与仪器国家网络管理平台列表
以下列出由中华人民共和国科研设施与仪器国家网络管理平台 （页面存档备份，存于）管理的国家重大科技基础设施名单（前面12项为十一五规划中列出的项目），按照中华人民共和国国家发展和改革委员会高技术产业司提供的顺序排列。已退役设施一并列出。
| 序号 | 项目名称                                         | 所有组建单位                                                                                             | 主管部门                   | 城市               |
| 1    | 散裂中子源                                       | |                            | 广东东莞           |
| 2    | 强磁场装置 （页面存档备份，存于）                | 中国科学院合肥物质科学研究院、华中科技大学                                                               | 中国科学院、教育部         | 安徽合肥、湖北武汉 |
| 3    | 大型天文望远镜                                   | |                            |                    |
| 4    | 海洋科学综合考察船                               | |                            |                    |
| 5    | 航空遥感系统                                     | |                            |                    |
| 6    | 结冰风洞                                         | |                            |                    |
| 7    | 大陆构造环境监测网络                             | |                            |                    |
| 8    | 重大工程材料服役安全研究评价（已批准）           | 北京科技大学、中国科学院金属研究所、西北工业大学                                                         | 国家国防科工局、中国科学院 | 北京、西安         |
| 9    | 蛋白质科学研究设施                               | |                            | 上海、北京         |
| 10   | 子午工程                                         | |                            |                    |
| 11   | 极低频探地工程                                   | |                            |                    |
| 12   | 农业生物安全研究设施                             | |                            |                    |
| A1   | 中国大陆科学钻探工程                             | 中国大陆科学钻探工程中心                                                                                 | 中国地质调查局             |                    |
| A2   | 北京正负电子对撞机                               | 中国科学院高能物理研究所                                                                                 | 中国科学院                 | 北京               |
| A3   | 超导托卡马克核聚变实验装置（页面存档备份，存于） | 中国科学院等离子体物理所                                                                                 | 中国科学院                 | 合肥               |
| A4   | 大天区面积多目标光纤光谱天文望远镜               | 中国科学院国家天文台                                                                                     | 中国科学院                 | 北京               |
| A5   | 国家同步辐射实验室                               | 中国科学技术大学                                                                                         | 中国科学院                 | 合肥               |
| A6   | 兰州重离子加速器冷却储存环工程                   | 中国科学院近代物理研究所                                                                                 | 中国科学院                 | 兰州               |
| A7   | 上海光源                                         | 中国科学院上海应用物理研究所                                                                             | 中国科学院                 | 上海               |
| A8   | 中国地壳运动观测网络                             | 地壳运动监测工程研究中心                                                                                 | 中国地震局                 | 全国               |
| A9   | 武汉P4生物安全实验室                             | 中国科学院武汉病毒研究所                                                                                 | 中国科学院                 | 武汉               |
| A10  | 精密重力测量研究设施                             | 华中科技大学、中国科学院测量与地球物理研究所、中国科学院物理与数学研究所、中国地质大学（武汉）和中山大学 | 中国科学院                 | 武汉               |

## 表外设施
- 第一个核武器研制基地旧址、中国核试验基地：国家重大科技基础设施雏形
- 国际热核聚变实验反应堆：国际合作项目，位於法国
- 各高校高性能计算平台
- 全球二氧化碳监测科学实验卫星等科研卫星
- 天宫空间站：运行中